# Cécilien (évêque de Carthage)
Caecilianus, ou Cécilien, fut diacre puis évêque de Carthage en 311, succédant à Mensurius. En conflit avec certains membres de sa communauté, son ordination en tant qu'évêque est à l'origine du schisme donatiste, en 312. L'un des évêques l'ayant ordonné, Felix d'Abthugni, fut accusé d'être un traditor ; ayant failli, un sacrement par lui délivré était considéré comme invalide par les donatistes.
Caecilianus fut plusieurs fois confirmé par les autorités comme l'évêque légitime de Carthage. En octobre 313, il se rendit à Miltiade, en même temps que Donat, où il fut confirmé. Le concile d'Arles de 314 le confirma encore une fois.
L'empereur Constantin s'emparant de l'affaire, il fut convoqué et retenu en Italie. L'empereur l'innocenta le 10 novembre 316.